# Simoca (departement)
Simoca is een departement in de Argentijnse provincie Tucumán. Het departement (Spaans:  departamento) heeft een oppervlakte van 1.261 km² en telt 29.932 inwoners.

## Plaatsen in departement Simoca
- Atahona
- Buena Vista
- Ciudacita
- Manuela Pedraza
- Monteagudo
- Pampa Mayo
- Río Chico y Nueva Trinidad
- San Pedro y San Antonio
- Santa Cruz y La Tuna
- Simoca
- Villa Chigligasta
- Yerba Buena